# 木屐囒
木屐囒，是台灣南投縣魚池鄉的一個傳統地域名稱，位於該鄉中部偏東。相較於今日行政區，其範圍大致為東光村西北部。

## 歷史
台灣清治末期至日治初期，木屐囒地區為一街庄，稱為「木屐囒庄」，隸屬於五城堡。該庄北、東、南三面與蕃地為鄰，西邊為長藔庄。
1901年（日治明治三十四年）11月，全台廢縣廳改設二十廳，該庄隸屬於南投廳。1903年（明治三十六年）6月，該庄編入「五城區」，隸屬於南投廳。1909年（明治四十二年）10月，合併二十廳為十二廳，五城區仍隸屬於南投廳。1920年（大正九年），全台地方制度大改正，廢十二廳改設五州二廳，該庄改制為「木屐囒」大字，隸屬於臺中州新高郡魚池庄。
戰後魚池庄改制為魚池鄉，隸屬於臺中縣，大字亦改制為村。1950年10月，中、彰、投分治，魚池鄉改隸屬南投縣。

## 聚落
本地區發展較早的聚落有下木屐囒（水尾巷）、中木屐囒（東光）、頂木屐囒（頂城）等，在日治期初期的官方地圖上已有記載。

## 交通
縣道131號（水尾巷）是埔里至水里的道路，大致以北北東—南南西走向由本地區北部邊界西側入境後，繞大彎轉西南再轉南南西再轉南南東沿本地區西部北側近邊界地帶蜿蜒而行，其後繞大彎轉北北西於本地區西部邊界中央偏南處出境。由該道路向北北東可前往長寮東部邊界地帶、加道坑、珠子山東部邊界地帶、水頭、枇杷城、埔里等地；向北北西轉西南西再轉西經長寮南端可前往大林、魚池市區、新城中部、山楂腳中南部、社子並止於水里聚落西北側的省道台16線路口暨鄉道投54線終點路口。
鄉道投69線是內大林至長寮頭的道路，其南側端點位於本地區西南部的縣道131號路口。由此向東北微北轉北北西再轉東北再轉東，至東光聚落轉北北東再轉東北，出境後轉北北西蜿蜒而行可前往內加道坑、中庄、過坑、水頭地區東南部的內大林聚落東北郊並止於鄉道投71線路口。